# ロランド・エンシーナス
ロランド・エンシーナス（Zacarias Rolando Encinas Calderón、1958年6月10日 - 現在）はミュージシャン、ケーナ奏者。南米のボリビア多民族国、首都ラパス生まれ。
ミュージシャンでギター奏者のジュリアーノ・エンシーナスは甥（長兄ウンベルト・エンシーナスの子）、パーカッション奏者のアドリアン・エンシーナスは実の子である。ジュリアーノがロランドのことを「Papá」と呼ぶため、ジュリアーノの父のように見られることが多い。
ケーナがボリビアの民衆音楽フォルクローレに積極的に取り入れられるようになった1960年代から活動し、2010年代の現在でもその第一人者として知られる。

## 人物
ギター奏者の父、音楽教師でタンゴ歌手の母のもとに生まれた。幼少期から舞踊団のダンサーとして、クラシックバレエと、当時勃興しつつあった舞台芸術としての民族舞踊を学ぶ。8歳のときに、同じ舞踊団の同僚であった（後の世界的チャランゴ奏者）エルネスト・カブールからもらったことをきっかけに、ケーナの演奏にのめり込む。
1969年にはアルゼンチンのサルタ・フェスティバルのコンクール・ソロ奏者部門に参加し、同年には大人たちに招かれて Los Laris へ合流。さらに、ハモンド・オルガンを用いた実験的バンド Folklore 2000（1970年）や、当時流行したペーニャの一つ Los Esucudos にて少年グループ Los Niña Intiの一人として演奏（1971年）するなど、その活躍の場を広げていった。初期にはチャランゴの奏者としても、多くの録音へ参加した。1974年に、当時の大流行グループ Los Payas に招かれ、その活動の場はラテンアメリカを飛び出しアメリカへも及んだ。
しかし、1980年代に入るとソロ奏者および音楽プロデューサとして活動を開始。共演者として、ボリビアの歌の女王 Zulma Yugar、ボリビア南部タリハの歌の大御所 Enriqueta Ulloa、ボリビアの古都スクレに根ざしつつ弦楽器チャランゴで独自の世界を作り上げた William Ernesto Centellas、ボリビアにて「ヌエバ・カンシオン」を牽引した Emma Junaro と Jaime Junaro の兄弟、優れた研究家かつシンガー・ソングライターの Jenny Cárdenas、そして既に活動の中心をボリビアに戻していたエルネスト・カブールなどが挙げられる。
また、1980年代にはその音楽の幅も広がり続けた。1970年代にフォルクローレとロックのフュージョンを果たした Grupo Wara（1984年 - 現在）、僅かな時間であったがペルーとエクアドル音楽を紹介する Bolivia Manta（1982年）、インプロビゼーションを必要とするジャズとのフュージョン Bolivian Jazz（1988年 - 1996年）などに参加し、ケーナの吹奏技術の開発を行った。
1986年、ボリビア文化研究所の民族音楽・文化部門で働いていた、ボリビア国立舞踊団の同僚 Yolanda Mazuelos に聞かされたSPレコードに含まれていた、Trio Cochabambaによる舞曲クエカ〈忘却 El Olvido〉の芸術性に感銘を受けた。これを受けロランドは、単純化し外来音楽レゲトンなどに侵略されてつつあるボリビア音楽に対する、新たな提案を行うことを決意。２年強に渡る文書館での文書研究とボリビア各地のフィールドワークの成果として、《Música de Mestros Vol. I / 巨匠たちの音楽 Vol. 1》の LP を1989年3月4日に発表した。Mazuelosに提案された「Música de Maestros（以降MDM）」は、「（1980年代に失われかけていた）ボリビアの巨匠たちによる作品を、現代によみがえらせる」というロランドの活動を表すものであったため、すぐにロランドの楽団名として定着した。
1994年の第3作、第4作は、ボリビア最大手のレコード会社 Disoclandia からリリースされ、そこに含まれる楽曲は2019年現在でも頻繁にラジオにかかるほどの人気曲となった。また、Mazuelos とともに立ち上げた舞踊団「CONADANZ, Companía Nacional de Danza / 国民舞踊カンパニー」とは、1995年にMDMとして初の海外ツアーを行った。

## 日本との関係
- 1990〜1996年にかけてボリビアに滞在した、ケーナ・シーク奏者の菱本幸二とは、数多くのバンドに黄金コンビとして引っ張りだこであった。
- 1997年にキングレコードにて《アンデスのケーナ−ロランド・エンシーナス》を録音。シークとボンボを菱本幸二、ギターをジュリアーノ・エンシーナス、チャランゴをレネ・アリーナスが担当した。
- MDMには菱本幸二をはじめ、現在までに20人以上の日本人が参加している。その中には、ボリビアチャランゴ協会の日本代表を務める福田大治、元ワイラ・ハポナンデスのチャランゴ奏者である桑原健一や、2016年以降ロランドと来日ツアーを行うケーナ・シーク奏者の牧野翔も含まれる。